# Günthersdorf (Leuna)
Günthersdorf – dzielnica miasta Leuna w Niemczech, w kraju związkowym Saksonia-Anhalt, w powiecie Saale
Do 30 grudnia 2009 była to samodzielna gmina należąca do wspólnoty administracyjnej Leuna-Kötzschau. Do 30 czerwca 2007 gmina leżała w powiecie Merseburg-Querfurt.

## Geografia
Günthersdorf leży pomiędzy miastami Merseburg i Lipsk, nad kanałem Elstera-Soława.